# If I Could Turn Back Time
«If I Could Turn Back Time» (Если бы я могла повернуть время вспять (англ.)) — песня, написанная Дайаной Уоррен и выпущенная как второй североамериканский и первый европейский сингл с альбома американской певицы и актрисы Шер Heart of Stone на лейбле Geffen Records. Сингл был сертифицирован как золотой.

## О песне
«If I Could Turn Back Time» часто отмечают как успешное возвращение Шер в конце 1980-х годов. Песня возглавила чарты Австралии и Норвегии, достигла 3-й строчки в США и 6-й в Великобритании.
«If I Could Turn Back Time» был очень успешен и вскоре стал вторым подряд хитом #1 для Шер в чарте Hot Adult Contemporary Tracks. Сингл возглавит чарты 2 стран и достигнет топ-10 почти в 10 странах, позже Шер повторит такой успех с синглами The Shoop Shoop Song (It’s in His Kiss), Strong Enough и Believe.
В 7-м эпизоде 3-го сезона ситкома Will & Grace, Джек принимает Шер за трансвестита, и она поет отрывок «If I Could Turn Back Time», чтобы доказать ему, что она — настоящая Шер.
В 2000 году вышел двойной винил с 3 новыми ремиксами «If I Could Turn Back Time», версия Almighty с этого релиза использовалась как открывающий трек во время её тура Living Proof: Farewell Tour с интерлюдией «Dark Lady» и элементами «A Different Kind of Love Song».
В апреле 2009 года в одном из эпизодов мыльной оперы «Жители Ист-Энда» героиня Ronnie Mitchell исполнила «If I Could Turn Back Time». В мае 2010 года герои другой мыльной оперы «Одна жизнь, чтобы жить» также исполнили кавер-версию песни.
Мег Гриффин, героиня мультсериала Гриффины, исполнила песню в полнометражном фильме Stewie Griffin: The Untold Story в образе Шер.

## Музыкальное видео
Видео на песню было снято на борту военного корабля USS Missouri (BB-63), где Шер исполнила песню перед группой моряков. Видео было снято 1 июля 1989 года, когда корабль вместе с командой находился в Long Beach Naval Shipyard. В видео группа играет на баке, весь корабль освещен светом прожекторов и вспышками. Экипаж на палубе в это время подпевает и двигается в ритм песни.
Костюм Шер (боди из рыболовной сети поверх очень откровенного купальника) вызвал скандал, в результате чего, многие каналы отказались показывать видео. В 1989 году MTV запретило показывать видео днём, и позже оно было показано лишь после 9 часов вечера. Была сделана другая версия видео, которая включала новые сцены, большинство же сексуальных сцен были вырезаны.
В 2000 году был выпущен ремикс на видео, использованный во время тура Do You Believe?.
В 2003 году был выпущен DVD с записью её концерта Living Proof: Farewell Tour, который включал в себя официальное ремикс-видео.
Видео множество раз пародировалось, в том числе в Stewie Griffin: The Untold Story, где Мег Гриффин в роли Шер исполняет песню на лодке. Однако, моряки не наслаждаются исполнением, а спасаются бегством и в конце выступления лодка тонет.
Двенадцатилетний сын Шер, Elijah Blue Allman, также появляется в видео — он играет на гитаре в темных очках и футболке Jimi Hendrix. Его отец и второй муж Шер, Gregg Allman, тоже играет на гитаре в видеоклипе.
Американская певица Леди ГаГа в интервью сказала, что видео «If I Could Turn Back Time» изменило поп-музыку.

## Выступления
Шер исполнила песню во время следующих турне:
- Heart of Stone Tour
- Love Hurts Tour
- Do You Believe? Tour
- The Farewell Tour (2002—2005)
- Cher at the Colosseum

## Список композиций
If I Could Turn Back Time US Promo CD Single
1. If I Could Turn Back Time (Remix)
2. If I Could Turn Back Time (Original Mix)
3. If I Could Turn Back Time (Rock Mix)
4. If I Could Turn Back Time (AC Mix)

If I Could Turn Back Time European CD Single
1. If I Could Turn Back Time (Rock Guitar Version)
2. If I Could Turn Back Time
3. I Found Someone

If I Could Turn Back Time Remix
1. Believe (Almighty Definitive Mix)
2. If I Could Turn Back Time (Almighty Definitive Mix)
3. If I Could Turn Back Time (TNT Vocal Mix)
4. If I Could Turn Back Time (TNT Dub)
5. One By One (Junior Vasquez Vocal Remix)

## Официальные версии
- Original Mix (3:59)
- AC Mix (3:59)
- Remix (3:59)
- Rock Mix [aka Rock Guitar Version] (4:06)[3]
- Almighty Definitive Remix (7:45)[4]
- Almighty Radio Edit (4:29)[5]
- TNT Vocal Mix (6:46)[6]
- TNT Dub (6:47)